# Pelayos de la Presa
Pelayos de la Presa er en by og kommune i det centrale Spanien i Madrid-regionen. Den har et indbyggertal på 3.136 (2024) indbyggere.